# Cơ Long
Cơ Long là một thành phố cấp tỉnh của Đài Loan. Tọa lạc phía đông bắc của đảo giáp giới với huyện Đài Bắc, là thành phố cảng lớn thứ hai của Đài Loan, sau Cao Hùng. Ngoài ra, thành phố còn có tên goi khác là Vũ cảng (雨港, cảng mưa).

## Các đơn vị hành chính

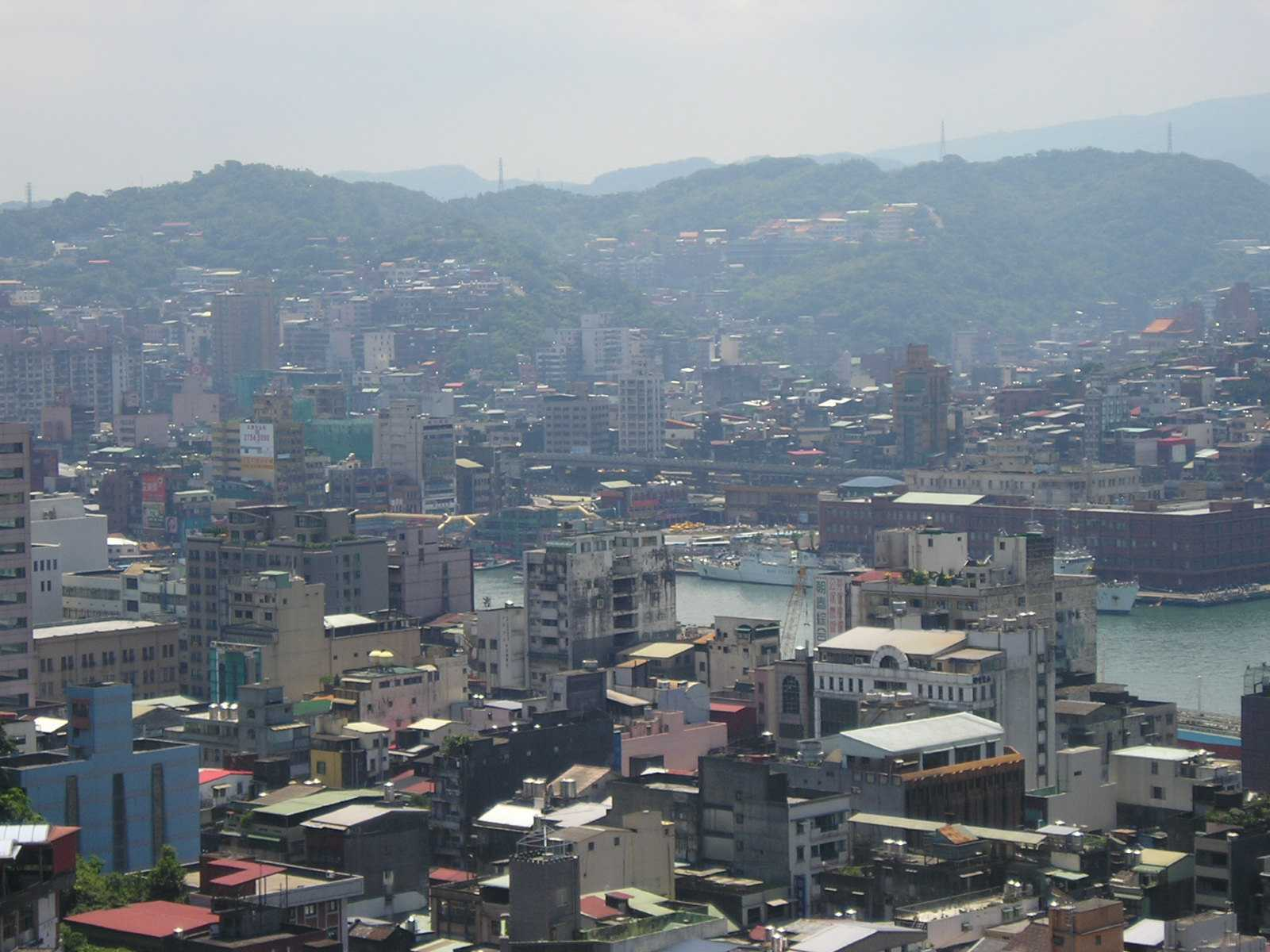
Cơ Long

Cơ Long có 7 quận: 

| Chữ Hán | Thông dụng | Bính âm    | Wade-Giles  | Tiếng Việt  |
| ------- | ---------- | ---------- | ----------- | ----------- |
| 中正    | Jhongjheng | Zhongzheng | Chung-cheng | Trung Chính |
| 中山    | Jhongshan  | Zhongshan  | Chung-shan  | Trung Sơn   |
| 仁愛    | Ren-ai     | Ren’ai     | Jen-ai      | Nhân Ái     |
| 信義    | Sinyi      | Xinyi      | Hsin-yi     | Tín Nghĩa   |
| 安樂    | Anle       | Anle       | An-le       | An Lạc      |
| 暖暖    | Nuannuan   | Nuannuan   | Nuan-nuan   | Noãn Noãn   |
| 七堵    | Cidu       | Qidu       | Ch'i-tu     | Thất Đổ     |

## Tăng trưởng dân số
- 700 hộ (1840)
- 9.500 (1897)
- 58.000 (1924)
- 100.000 (1943)
- 92.000 (1944): giảm do Đồng Minh ném bom
- 130.000 (1948): 28.000 người từ Đại lục sang

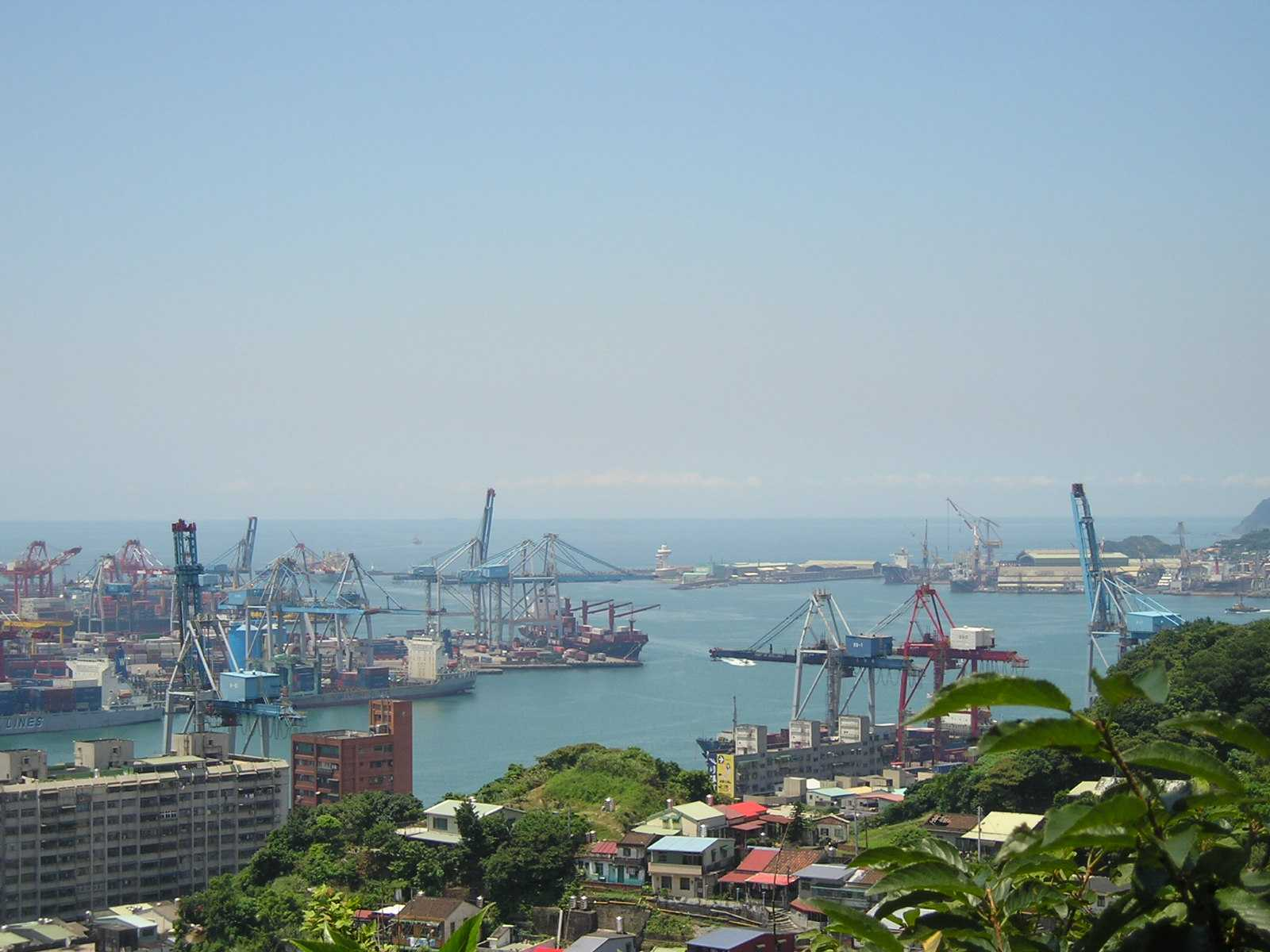
Cảng Cơ Long

- 330.000 (1971)
- 347.828 (cuối thập niên 1990)

## Thành phố kết nghĩa
- Campbell, California, Hoa Kỳ
- Salt Lake City, Utah, Hoa Kỳ
- Corpus Christi, Texas, Hoa Kỳ
- Rosemead, California, Hoa Kỳ
- Yakima, Washington, Hoa Kỳ
- Bikini Atoll, Quần đảo Marshall